# Université de Gifu
L'université de Gifu (en japonais, 岐阜大学, Gifu Daigaku, abrégé en 岐阜大 Gifudai) est une université publique japonaise, située à Gifu.